# Legh Collins
Legh Richman Collins (5 tháng 3 năm 1901 – tháng 1 năm 1975) là một cầu thủ bóng đá người Anh thi đấu ở vị trí trung vệ. Ông thi đấu ở Football League cho Wigan Borough, Nelson và New Brighton.
Ông kết hôn với Mary Beatrice McMinn, và có một con gái, Cynthia Audrey, sinh ngày 15 tháng 4 năm 1927.